# Casa Jané
La Casa Jané és una casa a la zona d'eixample de Vilafranca del Penedès que es va formar als costats de la carretera de Sant Martí Sarroca, BV-2121, inaugurada el 1881. és un carrer interessant quant a la combinació d'arquitectura eclèctica i modernista.
Casa entre mitgeres, que fa cantonada amb els carrers Prim i Sant Julià. Consta de soterrani i planta baixa amb terrat. A la part posterior hi ha galeries i un jardí. El conjunt respon a les característiques del llenguatge eclèctic. Porta d'accés rectangular amb frontó triangulat, com a la resta d'obertures, però en aquest cas amb decoració floral. Posteriorment convertida en guarderia o jardí d'infància.